# Paul Manueli
Le colonel Paul Fanifau Manueli, né en 1934 et mort à Suva le 23 février 2019, est un militaire et homme politique fidjien.

## Biographie

### Carrière militaire
Originaire de l'île de Rotuma, île polynésienne rattachée aux Fidji, il est d'ascendance samoane et autochtone rotumienne. Il suit une formation militaire en Australie et en Nouvelle-Zélande puis à l'Académie royale militaire de Sandhurst au Royaume-Uni. Il prend part à la lutte armée du Commonwealth contre l'insurrection communiste malaise. En 1974 il est le premier Fidjien autochtone à devenir commandant des Forces militaires royales des Fidji, ses prédécesseurs étant d'origine britannique,. C'est sous son commandement que sont créés la Marine des Fidji et le corps militaire des ingénieurs, et que les forces armées fidjiennes commencent à participer systématiquement aux missions de maintien de la paix de l'Organisation des Nations unies.
Il quitte les forces armées en 1979 et se lance dans le milieu des affaires, devenant notamment le directeur général de la branche océanienne de l'entreprise pétrolière BP
,. 

### Carrière politique
Après les coups d'État de 1987 aux Fidji, il accepte de présider un comité de révision de la Constitution, voulu par les militaires. Il en résulte la Constitution imposée en 1990, qui restreint les droits politiques des Indo-Fidjiens,. Après cinq ans de dictature, des élections législatives se tiennent en 1992. Paul Manueli est élu député sans étiquette de la circonscription de Rotuma, au suffrage ethnique réservé aux autochtones rotumiens, et entre à la Chambre des représentants. Il apporte sa confiance à Sitiveni Rabuka, l'auteur des coups d'État, permettant à celui-ci de devenir Premier ministre.
Sitiveni Rabuka le nomme alors ministre des Finances et de la Planification économique dans son gouvernement, le chargeant de poursuivre la politique de libéralisation économique commencée par la dictature,. Son premier budget diminue les droits de douane pour ouvrir les Fidji davantage au commerce international, tout en finançant davantage l'enseignement, pour les autochtones uniquement, et créant des prêts à taux zéro pour les autochtones qui souhaitent créer leur propre entreprise. Ses politiques incluent par ailleurs une baisse de l'impôt sur le revenu et l'introduction d'une taxe sur la valeur ajoutée, l'abrogation du contrôle des prix, et l'abrogation du contrôle des salaires afin d'aboutir à une baisse des salaires qui permette d'accroître la compétitivité de l'économie des Fidji. Il conserve son siège de député aux élections anticipées en 1994 et est reconduit au ministère des Finances. En 1996 il cède le ministère des Finances à Berenado Vunibobo et devient ministre de l'Intérieur, jusqu'à la défaite du gouvernement Rabuka aux élections de 1999.
Il meurt à son domicile à Suva le 23 février 2019, « à l'issue d'une courte maladie » et à l'âge de 85 ans. Il est inhumé à Suva. Le Premier ministre Frank Bainimarama, le président du Parlement Ratu Epeli Nailatikau et le chef de l'opposition parlementaire Sitiveni Rabuka, eux aussi tous anciens commandants des forces armées, assistent à ses funérailles.